# Árni Egilsson
Árni Egilsson (* 22. Mai 1939 in Reykjavík) ist ein isländischer Bassist und Komponist im Bereich der klassischen Musik und des Jazz, der vorwiegend in den Vereinigten Staaten lebt.

## Leben und Wirken
Árni Egilsson zog nach Studium in Reykjavík und Hamburg 1969 in die Vereinigten Staaten, wo er ab den 1970er Jahren als Studiomusiker u. a. für Tom Waits (Closing Time, 1973), Jaco Pastorius (Word of Mouth, 1981), Earth, Wind and Fire (Powerlight, 1983) oder Prince (Parade, 1986) tätig war. Im Bereich der klassischen Musik arbeitete er bei John Barbirolli und dem Houston Symphony Orchestra sowie mit André Previn zusammen. Lange Jahre war er in den Studios von Hollywood beschäftigt; es entstanden seitdem auch mehrere Alben unter eigenem Namen, wie das Fusion-Album Basso Erectus (1979) sowie Alben, auf denen er mit Ray Brown/Pete Jolly (Basses Loaded) bzw. Vladimir Ashkenazy (Nidur) spielt.
Ab den 1990er Jahren arbeitete er in verschiedenen Projekten mit Wayne Darling zusammen; so spielte er 1999 ein gemeinsames Album (Say What?) ein und trat mit ihm und Niels-Henning Ørsted Pedersen auf (The Art of the Bass). Er wirkte auch zusammen mit Darling beim letzten aufgenommenen Konzert von NHØP mit. Seit den 1990er Jahren wurde er als Komponist von Werken für Kontrabass, Kammerensemble und großes Orchester sowie für Solo-Vokalwerke und Chormusik bekannt; ferner schrieb er Kompositionen zu Liedtexten seiner Frau Dorette (* 1941). Lange Zeit war er Professor für Kontrabass an der California State University, Northridge. Árni hielt auch mehrere Jazz-Workshops in Graz.

## Kompositionen (Auswahl)
- An Old Fashioned Basspiece (für Kontrabass)
- Borealis (für Klavier)
- Changing Times (für Alt- und Tenorsaxophon, Piano und Schlagzeug)
- European Memories (für Kontrabass)
- Farewell (für Saxophon, Piano und Schlagzeug)
- Get down (für Flöte und Altflöte, Violine, Viola und Cello)
- I Wander………? (für Viola und Piano) (2005)
- In the Twilight (für Flöte, Violine und Viola) (2004)
- Just a Touch of Armadillo (für Flöte, Violine, Viola und Cello)
- Multiplicity (für Altsaxophon, Flöte, Klarinette, Piano, Gitarre, Kontrabass und Trommel)
- Quest (für Kontrabass und Synthesizer)
- Reflections (für Sinfonieorchester, 1992)
- Steeped-in-pathos (für Kontrabass und Piano)

## Diskographische Hinweise
- Basso Erectus (1979, wiederveröffentlicht als Bassus Re-Surrectus)
- Basses Loaded (1985) mit Ray Brown, Pete Jolly, Jimmie Smith
- Nidur (2004) mit den Iceland Symphony Orchestra, Vladimir Ashkenazy
- Kaleidoscope (2005) mit dem Ensemble Mezzoforte, Choir of Langholt Church
- Chamber Music (2005) mit dem Arnaeus Ensemble
- Live in Vienna (Quantum Leap, 2007) mit Wayne Darling, NHØP, Fritz Pauer, John Hollenbeck
- Time After Time (2007) mit Foreign Legion